# Fresnay-le-Long
Fresnay-le-Long è un comune francese di 309 abitanti situato nel dipartimento della Senna Marittima nella regione della Normandia.

## Società

### Evoluzione demografica
Abitanti censiti